# Emilie Bouwman
Emilie Bouwman (* 12. November 1943 in Haarlem, Nordholland) ist ein niederländisches Fotomodell und Modedesignerin, die über 20 Jahre lang die Werbefigur Frau Antje verkörperte und dadurch in Deutschland Bekanntheit erlangte. In den Niederlanden ist sie dagegen durch ihre Arbeit in der Modebranche bekannt.

## Leben
Bouwman schloss 1965 ihre Ausbildung im Vogue Studio Amsterdam cum laude ab und studierte Kunstgeschichte an der Universität von Montpellier. 1963 setzt sie sich in einem Casting gegen die damalige „Frau Antje“ Kitty Janssen durch und übernahm die Verkörperung der Figur. Nach zehn Jahren wurde Bouwman 1973 für gut zehn Jahre durch die jüngere Ellen Soeters abgelöst. Bouwman erhielt die Rolle 1984 zurück, nachdem Soeters ihren Vertrag aufgelöst hatte.
Ende der 1980er Jahre gab Bouwman die Figur der Frau Antje auf und wurde in der Modebranche tätig. Sie gründete die Model-Agentur Favourite PR Events & Models in Amsterdam, die sie noch heute (Stand: 2021) leitet. Mit der Agentur organisierte sie erfolgreiche Modenschauen mit bekannten niederländischen Designern wie Frank Govers oder Edgar Vos und initiierte den Robijn Fashion Award. 2007 wurde ihr der Society Award für ihre Verdienste um die niederländische Haute Couture verliehen.

## Auszeichnungen
- 2007: Society Award
- 2014: Ritter im Orden von Oranje Nassau[1]